# TopSolid
TopSolid ist eine integrierte dreidimensionale (3D)-CAD/CAM-Software aus dem französischen Softwarehaus TOPSOLID SAS. Sie basiert auf dem Parasolid-Modellierkern und dient der Konstruktion und Fertigung von Geometrien, Bauteilen und -gruppen in der mechanischen Fertigungsindustrie, der Blech- und der Holzverarbeitung.
Das System besteht aus unterschiedlichen Modulen für Konstruktion und Fertigung, die dieselbe Benutzeroberfläche sowie dieselbe assoziative Datenbank nutzen und dadurch Dopplungen während der Projektphase vermeiden. Als einziges System in der Branche umfasst das Angebot eine integrierte PDM- und ERP-Lösung. Letztere wird überwiegend in Frankreich vertrieben.

## Verbreitung und Anwendungsgebiete
TopSolid liegt mit einem Marktanteil von rund 4 % weltweit auf dem neunten Platz unter den CAD/CAM-Anbietern. Im Mutterland Frankreich rangiert die Software auf Platz zwei. Sie kommt besonders in Betrieben zum Einsatz, die für Automobilindustrie, Luftfahrt, Maschinenbau, Anlagenbau, Stahlbau oder die Medizintechnik tätig sind. Die branchenspezifische Lösung für die Holzindustrie wird vorrangig von Ladenbauern, Tischlern, Schiffs- und Fahrzeuginneneinrichtern verwendet.

## Geschichte
1980 startet der Maschinenbaubetrieb Missler Mécanique gemeinsam mit dem italienischen Unternehmen Olivetti die Softwareentwicklung zunächst nur für den hauseigenen Bedarf. Die steigende Nachfrage nach Computerlösungen für den Maschinenbau führt 1984 zur Gründung der Schwesterfirma Missler Informatique, in der die Lösung GTL3 weiterentwickelt und vertrieben wird. 1988 wird Suf3D vorgestellt, eine Softwarelösung mit Flächenmodellierer speziell für Formenbauer. Nachdem 1990 die erste Verwaltungssoftware GPS vorgestellt wurde, schloss sich das Team von Missler Informatique mit Topcad zusammen, Herausgeber des 3D-CAD-Systems TopSolid mit Sitz in Toulouse, und mit Catalpa aus Grenoble, die sich auf Softwarelösungen für die Blechbearbeitungsindustrie spezialisiert hatten. Der Schritt zu einer integrierten Lösung für die komplette Bandbreite der mechanischen Fertigungsindustrie war getan. Diese Entwicklungsrichtung wurde 1994 endgültig festgelegt mit der Integration des Modellierkerns Parasolid. 2001 schließlich fusionierten die verschiedenen Unternehmenseinheiten endgültig und die Produktfamilie wurde einheitlich unter dem Namen TopSolid zusammengefasst. Im gleichen Jahr startete die Entwicklung der Branchenlösung für die Holzindustrie, drei Jahre später wurde das Product Data Manager (PDM)-Modul vorgestellt.